# Coco Belliveau
Pour les articles homonymes, voir Belliveau.
Coco Belliveau, née le 24 décembre 1991 à Perth-Andover, est une humoriste, comédienne et battle-rapper néo brunswickoise acadienne.

## Biographie
Née à Perth-Andover, Coco Belliveau grandit à Grand-Sault. Diplômée de l'École nationale de l'humour en 2016, elle présente l'année suivante, au Dr. Mobilo Aquafest, son premier spectacle solo intitulé L'Étrange Vie de Coco Belliveau. Elle fait ses débuts à la télévision en 2018, dans l'émission L'heure est grave. La même année, elle sort son deuxième spectacle solo, Laide. En parallèle, l'humoriste se produit dans le monde du battle-rap, au Word Up!. Elle compose également ses propres albums et ses singles de rap depuis 2020,.
Finaliste de la première édition du concours télévisé Le Prochain Stand-up, Coco Belliveau se mérite une nomination au Gala Les Olivier en 2021 dans la catégorie numéro de l'année pour son texte intitulé Les Pugs.
En avril 2022, elle est porte-parole de la Journée de visibilité lesbienne, qui fête son 40ᵉ anniversaire, elle fera par la même occasion la couverture du magazine Fugues.
En janvier 2023 et 2025, Coco participe à la téléréalité Big Brother Célébrités,.
Belliveau a reçu un diagnostic d'autisme.

## Filmographie
- 2022 : Arsenault et Fils de Rafaël Ouellet : Brooklyn